# 竜飛定点
竜飛定点（たっぴていてん）は、青森県東津軽郡外ヶ浜町字三厩龍浜（みんまやたつはま）にある、北海道旅客鉄道（JR北海道）北海道新幹線・海峡線青函トンネル内に設置された保守・避難施設である。

## 概要
青函トンネルにおける非常時の旅客避難所および保線基地、トンネルの維持に必要な各種機械類の設置を目的として青森県側の海底部（海面下135.0m）に設置された。
1988年（昭和63年）3月13日の海峡線（津軽海峡線）開業当初は竜飛海底駅（たっぴかいていえき）として北海道側の吉岡海底駅（吉岡定点）とともに、海底駅見学整理券を持った見学者のみが利用できる駅として旅客営業も行われた。
基本的に当駅見学者のみの利用であり、地上から駅を利用することは不可能であった。青函トンネル記念館からは駅施設につながる体験坑道の見学が現在も可能だが、プラットホームへ行くことはできない。
北海道新幹線の工事進捗に伴い、見学者向けの停車および見学コースの営業は2013年（平成25年）11月10日をもって取りやめられ、最後の土日となる11月9日・10日には函館支社によるツアーが企画された。その後当駅は2014年（平成26年）3月15日をもって、正式に廃止され、引き続き保守・避難施設として運用されている。

### 旅客営業時の見学コース
見学コースは青函トンネル記念館が道路冬季閉鎖のため閉館している毎年11月上旬から翌年4月下旬を除いて設定されていた。
当初「竜飛海底駅見学コース」が設定され、「竜飛記念館コース」（当駅と青函トンネル記念館見学）が追加、のちに一本化された。見学者は青函トンネル竜飛斜坑線を使って青函トンネル記念館に上がった際に、復路のケーブルカーの出発時間までなら記念館の外に出ることも可能であった。

## 歴史
- 1988年（昭和63年）3月13日：北海道旅客鉄道（JR北海道）海峡線（津軽海峡線）の開業に伴い、竜飛海底駅（たっぴかいていえき）として開業[1]。
  - 当時は一部の快速「海峡」のみ停車し、特急「はつかり」は通過していた。
- 1990年（平成2年）7月：天皇明仁及び皇后美智子（いずれも当時）が竜飛海底駅を視察。
- 2002年（平成14年）12月1日：東北新幹線の盛岡駅 - 八戸駅間開業に伴うダイヤ改正を実施。快速「海峡」が廃止され、津軽海峡線の普通列車が消滅したことに伴い、特急「白鳥」・「スーパー白鳥」（「はつかり」から改称）のみの停車となる[12]。
- 2013年（平成25年）11月11日：休止駅となり、全ての列車が停車しなくなる[8]。なお、10日まで停車していた列車の所要時分に変化はなかった。
- 2014年（平成26年）3月14日：竜飛海底駅が廃止[9][13]。
- 2015年（平成27年）4月3日：青函トンネル内を走行していた特急「スーパー白鳥34号」の車両下で発煙する事故が発生し、乗客・乗員が竜飛定点を経由して地上へ避難する。青函トンネル開業後初めて、乗客の避難に使用される[14][15]。
- 2016年（平成28年）
  - 2月19日：災害時の非常連絡手段としてNTTドコモが構内で携帯電話サービスを提供開始[16][17]。
  - 3月26日：北海道新幹線の新青森駅 - 新函館北斗駅間開業に伴い、当定点を含む海峡線の新中小国信号場 - 木古内駅間の82.1km区間[2]が三線軌条（標準軌1,435mm・狭軌1,067mm）による新幹線・在来線の共用区間となる。[18][19]。

## 駅構造
相対式ホーム2面2線を持つ地下駅であり、待避線などは設置されておらず、列車の待避などはできなかった。休止される直前は特急「白鳥」・「スーパー白鳥」のうち2往復のみが停車していた。
本線に設置されていたプラットホームは在来線規格で、幅は84cmと非常に狭いものだった。これは、避難用に新幹線規格の状態で設置された従来のホームと在来線列車との間には隙間があり、在来線列車とホームの間で転落する危険があるとの判断から、海底駅見学開始時に運輸省からの指導によってそれらを埋めるために設置されたものであった。駅の廃止後は新幹線車両の通過に支障を来すため、撤去された。
旅客扱いをする特急「白鳥」・「スーパー白鳥」では2号車のドアを非常ドアコックで開閉する、珍しい駅であった。なお、快速「海峡」が運転されていた頃は函館行1号車、青森行12号車のみ開き、その他は締め切り（ドアカット）されていた。

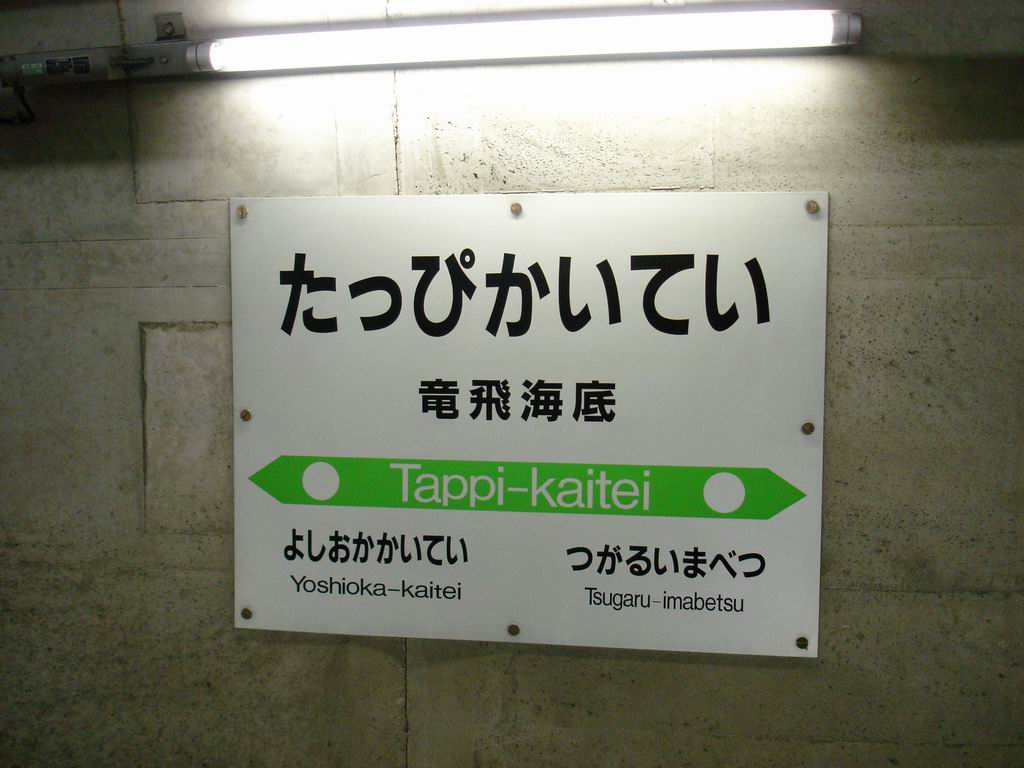
竜飛海底駅の駅名標
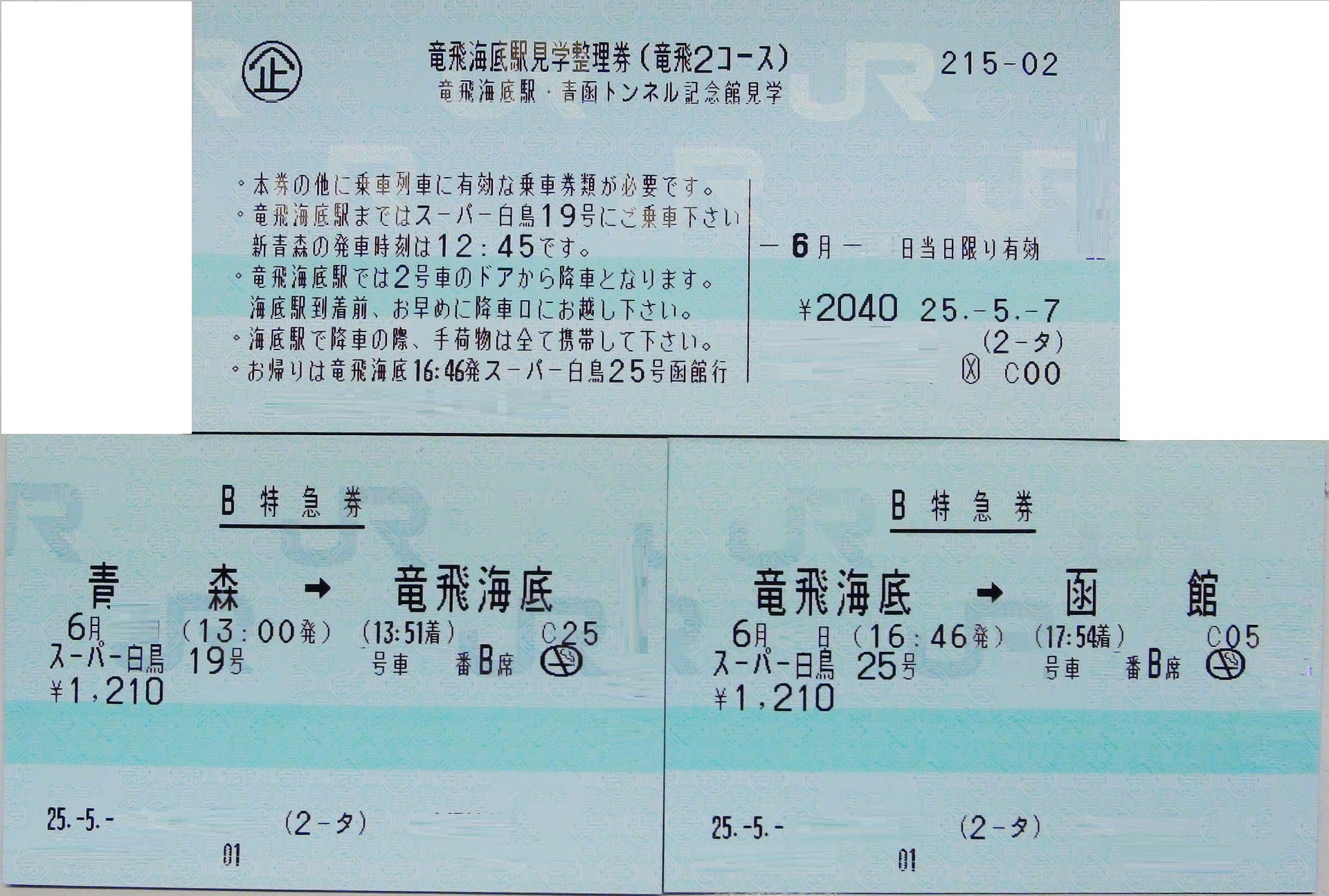
竜飛海底駅見学整理券と接続特急指定券

## 駅周辺
横取基地
保守用車両の待避・留置場所および資材の搬入口として設置された。当初は上り線側のみの使用となっており、新幹線建設に伴い下り線側にも整備される予定である。
避難所
列車火災や停電などの際に、旅客が一時的に避難する場所として設置され、約1,000人を収容可能である。300人が座れるベンチのほか、簡易トイレ、公衆電話が設置されている。海底駅だった頃には、見学者向けに青函トンネルの概要や建設時の様子を伝えるパネルなどが設置されていた。
鋼索斜坑
記念館駅と体験坑道駅（海面下140m）を結ぶケーブルカー「もぐら号」（青函トンネル記念館青函トンネル竜飛斜坑線）が通る斜坑で、距離は778mである。上記休館期間を除き旅客輸送を行っている。また、斜坑には階段が併設されており、竜飛海底駅のある位置から地上まで2,247段ある。

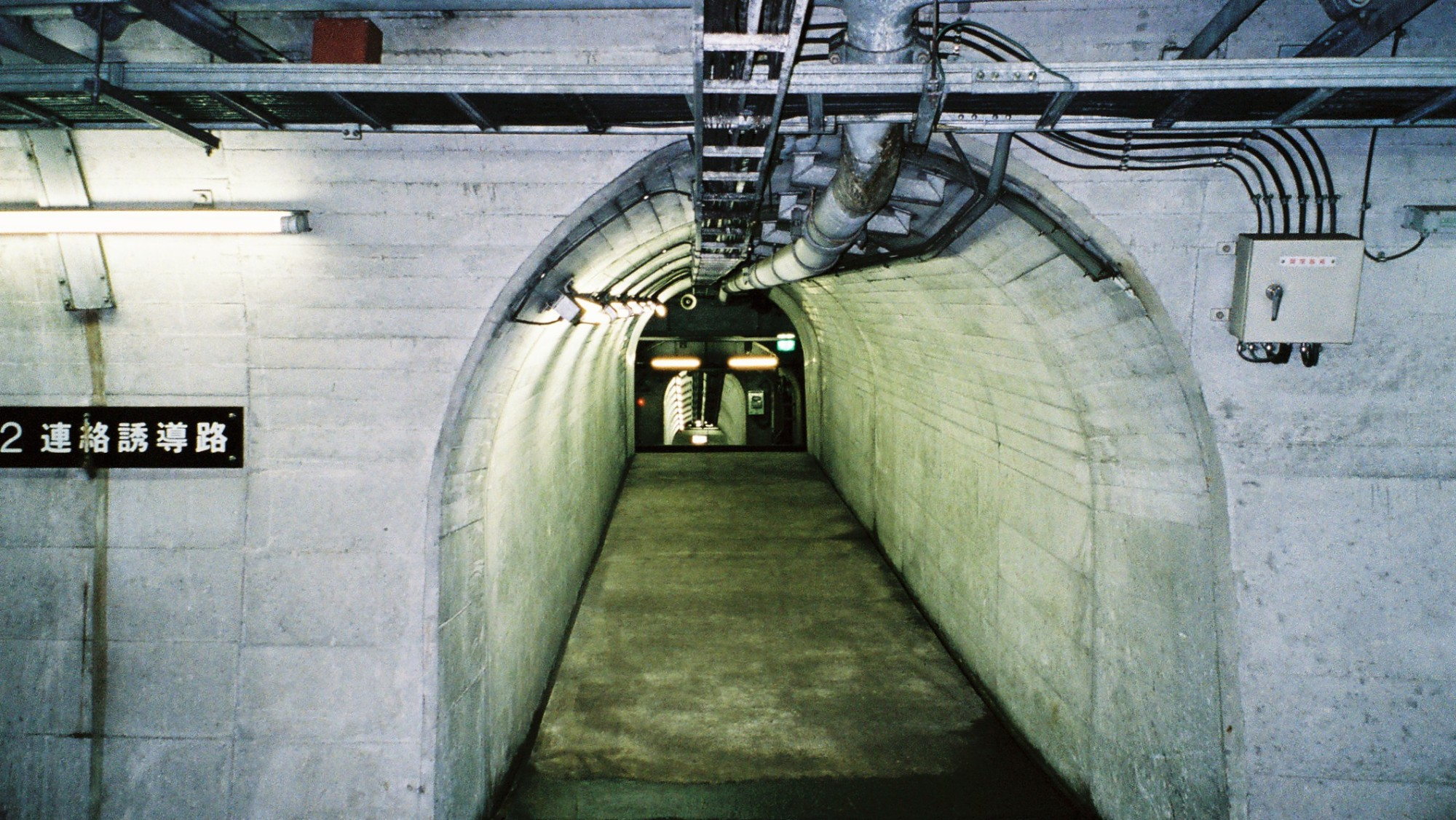
ホームと連絡誘導路とを結ぶ通路
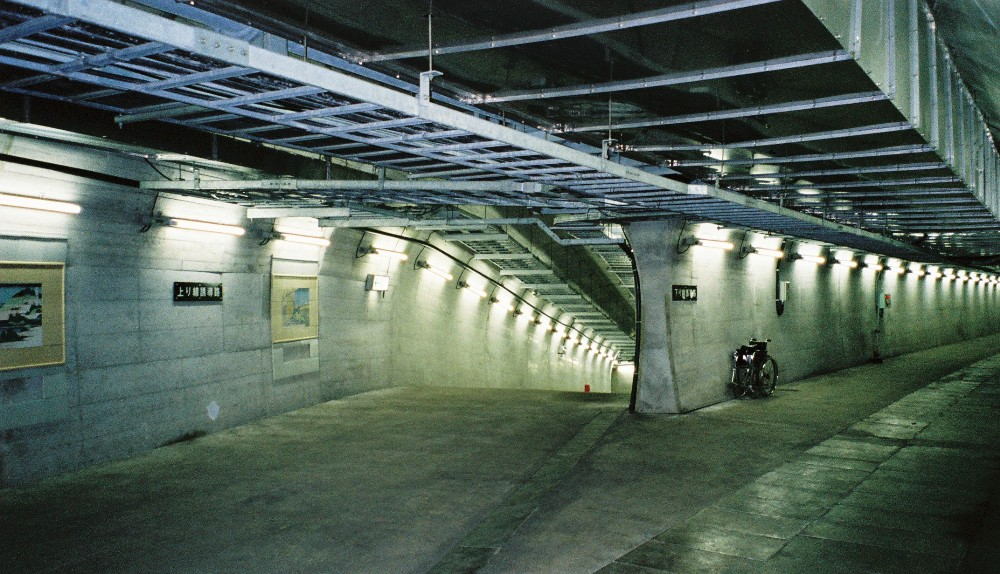
連絡誘導路
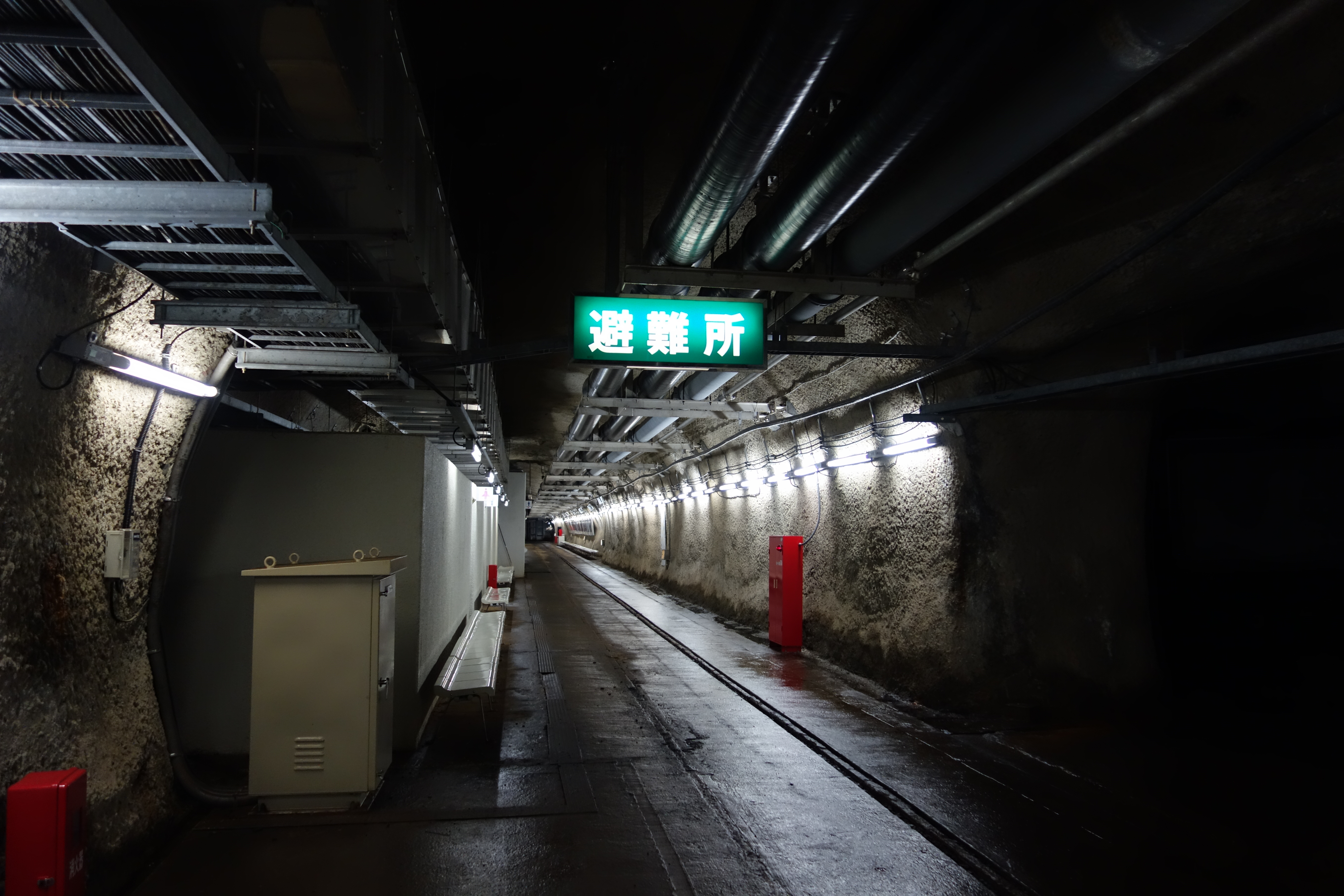
避難所
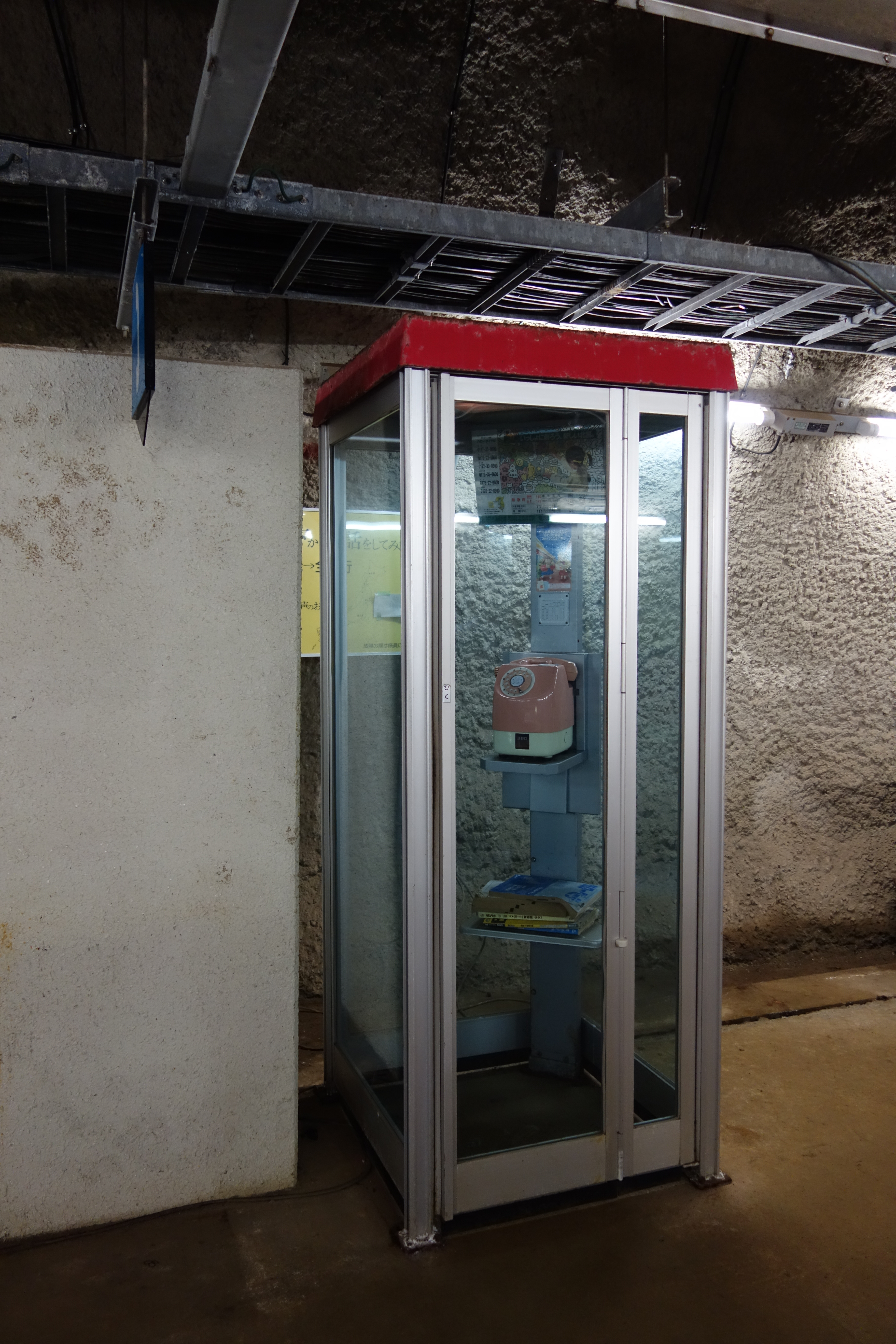
海底公衆電話

## 隣の施設
北海道旅客鉄道（JR北海道）
 北海道新幹線（海峡線共用区間）
奥津軽いまべつ駅（海峡線は待避設備のみ）- （竜飛定点） - （吉岡定点） - （湯の里知内信号場） - （木古内分岐部） - 木古内駅